# Club de Deportes Antofagasta
Il Club de Deportes Antofagasta è una società calcistica cilena, con sede ad Antofagasta. Milita nella Liga Chilena de Fútbol Primera División, la massima serie del calcio cileno.

## Storia
Fondato nel 1966, non ha mai vinto trofei nazionali.

## Rosa 2018-2019
| N. |                      | Ruolo | Calciatore          |
| -- | -------------------- | ----- | ------------------- |
| 1  | Cile (bandiera)      | P     | Paulo Garcés        |
| 2  | Cile (bandiera)      | D     | Branco Ampuero      |
| 3  | Cile (bandiera)      | D     | Bruno Romo          |
| 4  | Cile (bandiera)      | C     | Nicolás Peñailillo  |
| 5  | Cile (bandiera)      | C     | Cristián Rojas      |
| 6  | Cile (bandiera)      | C     | Tomás Asta-Buruaga  |
| 7  | Argentina (bandiera) | A     | Juan Ignacio Duma   |
| 8  | Argentina (bandiera) | C     | Ricardo Blanco      |
| 9  | Argentina (bandiera) | A     | Tobias Figueroa     |
| 10 | Cile (bandiera)      | C     | Óscar Hernández     |
| 11 | Cile (bandiera)      | D     | Gonzalo Fierro      |
| 12 | Cile (bandiera)      | P     | Fernando Hurtado    |
| 13 | Cile (bandiera)      | D     | Francisco Sepúlveda |
| 14 | Cile (bandiera)      | C     | Franz Schultz       |
| 15 | Argentina (bandiera) | D     | Alejandro Delfino   |
| 16 | Cile (bandiera)      | C     | Jason Flores        |

| N. |                      | Ruolo | Calciatore            |
| -- | -------------------- | ----- | --------------------- |
| 17 | Cile (bandiera)      | A     | Felipe Flores         |
| 18 | Cile (bandiera)      | C     | Gabriel Sandoval      |
| 19 | Cile (bandiera)      | C     | Marco Collao          |
| 20 | Venezuela (bandiera) | C     | Eduard Bello          |
| 21 | Cile (bandiera)      | C     | Michael Lepe          |
| 22 | Cile (bandiera)      | C     | Salvador Cordero      |
| 23 | Cile (bandiera)      | D     | Byron Nieto           |
| 24 | Venezuela (bandiera) | C     | José Bandez           |
| 25 | Cile (bandiera)      | P     | Nicolás Araya         |
| 26 | Cile (bandiera)      | C     | Sebastián Ballesteros |
| 28 | Uruguay (bandiera)   | A     | Adrián Balboa         |
| 31 | Cile (bandiera)      | C     | Alexander Escobar     |
| 34 | Cile (bandiera)      | A     | Chriss Gutiérrez      |
|    | Argentina (bandiera) | P     | Agustín Rossi         |
|    | Cile (bandiera)      | C     | Gabriel Sarria        |

## Giocatori celebri
- Patricio Aguilera
- Eduardo Arancibia
- Rubén Bascuñán
- Luis Díaz
- Juan Carlos Gangas
- Boris González
- Eric Pino

## Palmarès

### Competizioni nazionali
- Primera B: 2

1968, 2011

### Altri piazzamenti
- Campionato cileno:

Terzo posto: 2017
- Copa Chile:

Semifinalista: 1992, 1994, 1996, 2014-2015, 2017
- Primera B:

Secondo posto: 2005
Terzo posto: 2001, 2003, 2010